# Опольевское сельское поселение
Опо́льевское се́льское поселе́ние — муниципальное образование, входящее в состав Кингисеппского района Ленинградской области. Административный центр — деревня Ополье.
Глава муниципального образования — Михайловский Илья Владимирович, глава администрации — Пономарева Светлана Анатольевна.

## Географические данные
Поселение находится в восточной части района. Рельеф территории плоский, низменный. Леса преобладают смешанные, встречаются также хвойные.
По территории поселения проходят автодороги:
- А180 «Нарва» (E 20) (Санкт-Петербург — Ивангород — граница с Эстонией).
- 41А-002 (Гатчина — Ополье)
- 41А-186 (Толмачёво — автодорога «Нарва»)
- 41К-111 (Перелесье — Гурлёво)
- 41К-114 (подъезд к г. Кингисепп)
- 41К-232 (Гурлёво — Кёрстово)
- 41К-592 (подъезд к ст. Тикопись)

Расстояние от административного центра поселения до районного центра — 16 км.
По территории поселения проходит отрезок железнодорожной линии Гатчина — Ивангород.

### Полезные ископаемые
На западе поселения находится Сумо-Систинское месторождение глин, а также Алексеевское месторождение известняка и месторождения торфа и горючих сланцев.

## История
16 июня 1954 года Алексеевский, Гурлевский и Керстовский сельсоветы были объединены в Опольевский сельсовет Кингисеппского района.
18 января 1994 года постановлением главы администрации Ленинградской области № 10 «Об изменениях административно-территориального устройства районов Ленинградской области» Опольевский сельсовет, также как и все другие сельсоветы области, преобразован в Опольевскую волость.
1 января 2006 года в соответствии с областным законом № 81-оз от 28 октября 2004 года «Об установлении границ и наделении соответствующим статусом муниципального образования Кингисеппский муниципальный район и муниципальных образований в его составе» образовано Опольевское сельское поселение, в его состав вошла территория бывшей Опольевской волости.

## Население
| 2006  | 2010  | 2011  | 2012  | 2013  | 2014  | 2015  |
| ----- | ----- | ----- | ----- | ----- | ----- | ----- |
| 3000  | ↘2666 | ↘2662 | ↗2742 | ↗2792 | ↗2824 | ↗2846 |
| 2016  | 2017  | 2018  | 2019  | 2020  | 2021  | 2023  |
| ↗2870 | ↘2848 | ↘2815 | ↘2745 | ↘2717 | ↗3343 | ↘3328 |
| 2024  | 2025  |       |       |       |       |       |
| ↗3345 | ↗3350 |       |       |       |       |       |

## Состав сельского поселения
| №  | Населённый пункт | Тип населённого пункта              | Население |
| -- | ---------------- | ----------------------------------- | --------- |
| 1  | Алексеевка       | посёлок                             | ↗643      |
| 2  | Брюмбель         | деревня                             | ↗60       |
| 3  | Валья            | деревня                             | ↘7        |
| 4  | Горки            | деревня                             | ↘7        |
| 5  | Гурлёво          | деревня                             | ↗123      |
| 6  | Заполье          | деревня                             | ↗59       |
| 7  | Кёрстово         | деревня                             | ↘349      |
| 8  | Кикерицы         | деревня                             | ↗75       |
| 9  | Килли            | деревня                             | ↗34       |
| 10 | Коммунар         | деревня                             | ↗63       |
| 11 | Куты             | деревня                             | ↗59       |
| 12 | Литизно          | деревня                             | ↘29       |
| 13 | Лялицы           | деревня                             | ↗141      |
| 14 | Новись           | деревня                             | ↗8        |
| 15 | Новосёлки        | деревня                             | ↗10       |
| 16 | Ополье           | деревня, административный центр     | ↗1030     |
| 17 | Раговицы         | деревня                             | ↗56       |
| 18 | Саккало          | деревня                             | →13       |
| 19 | Тикопись         | деревня                             | ↗91       |
| 20 | Тикопись         | посёлок при железнодорожной станции | ↗57       |
| 21 | Фёдоровка        | деревня                             | →0        |
| 22 | Ямсковицы        | деревня                             | ↗87       |

## Социальная сфера
В центре поселения — деревне Ополье — находятся средняя школа, Дом культуры и библиотека.

## Экономика
В прошлом занятиями местных жителей были земледелие и кустарное производство. В 1940-е годы здесь имелось большое количество хуторских хозяйств.
В настоящее время экономика Опольевского сельского поселения также опирается на сельское хозяйство. На территории поселения работает 31 фермер. Здесь также находятся крупное акционерное общество «Ополье» молочно-животноводческого и картофелеводческого направления и ОАО «Алексеевский известковый завод», работающий на местном известняковом сырье.

## Достопримечательности
- Церковь в деревне Кёрстово[25]
- Часовня св. Илии Пророка в Литизно[26]
- Церковь честного и животворящего Креста Господня в Ополье[27]
- Водяная мельница в деревне Килли[28]
- Почтовая станция XIX века в Ополье[29]